# Zinaida Aksentjeva
Zinaida Nikolajevna Aksentjeva (Russisch: Зинаида Николаевна Аксентьева, Oekraïens: Зінаїда Миколаївна Аксентьєва) (Odessa, Russisch Keizerrijk, 25 juli 1900 – Poltava, Oekraïense Socialistische Sovjetrepubliek, 8 april 1969) was een Oekraïens/Sovjet astronoom en geofysicus.

## Biografie
Zinaida Aksentjeva werd in 1900 geboren in Odessa. Aksentjeva's vader was een feldsjer in het spoorwegziekenhuis in Odessa. Ze studeerde aan het Instituut voor Nationaal Onderwijs van Odessa in de afdeling wiskunde van de faculteit Beroepsonderwijs en studeerde af in 1924. Van 1919 tot 1926 werkte ze onder leiding van Aleksandr Orlov in het Astronomisch Observatorium van de Universiteit van Odessa. Aksentjeva werkte vanaf de oprichting in 1926 in het Gravimetrische Observatorium van Poltava. Ze begon als waarnemer en evaluator. Later werd ze onderzoeksassistent, afdelingshoofd en ten slotte wetenschappelijk adjunct-directeur van het observatorium.
Van 1929 tot 1938 maakte Aksentjeva samen met het observatoriumcollectief de gravimetrische kaart van Oekraïne met een verbinding met het zwaartekrachtnetwerk van Europa. Van 1930 tot 1941 voerde ze hellingmetingen uit in Poltava met de horizontale slinger volgens het Repsold-Lewitzky-systeem. Van 1934 tot 1939 werkte ze in wetenschappelijke organisaties in Moskou en het oblast Moskou.
Tijdens de oorlog tussen Duitsland en de Sovjet-Unie werd Aksentjeva geëvacueerd naar Irkoetsk, waar ze de getijden van het Baikalmeer onderzocht. In 1943 verdedigde zij haar proefschrift voor een doctoraat als kandidaat in de fysisch-wiskundige wetenschappen. In 1947 verdedigde ze haar proefschrift.
In 1951 werd Aksentjeva, als opvolger van Aleksandr Orlov, met wie ze inmiddels getrouwd was, directeur van het Poltava-observatorium. In hetzelfde jaar werd ze verkozen tot corresponderend lid van de Academie van Wetenschappen van de Oekraïense Socialistische Sovjetrepubliek. Onder haar leiding werd het Gravimetrische Observatorium van Poltava een van de toonaangevende wetenschappelijke instellingen in de Sovjet-Unie voor de studie van de rotatie van de Aarde. Vanaf 1953 werkte het Centraal Sovjet-Bureau in het Observatorium van Poltava voor de berekening van geografische coördinaten.
Aksentjeva werd onderscheiden met het Ereteken van de Sovjet-Unie.

## Varia
In 1994 werd een inslagkrater op de planeet Venus naar haar vernoemd.